# Ipilimumab
Ipilimumab (tên thương mại Yervoy) là một kháng thể đơn dòng hoạt động để kích hoạt hệ thống miễn dịch bằng cách nhắm vào CTLA-4, một thụ thể protein điều chỉnh hệ thống miễn dịch.
Các Tế bào lympho T gây độc tế bào (CTL) có thể nhận biết và tiêu diệt các tế bào ung thư. Tuy nhiên, một cơ chế ức chế làm gián đoạn sự hủy diệt này. Ipilimumab tắt cơ chế ức chế này và cho phép các CTL hoạt động.
Ipilimumab đã được Cục quản lý Thực phẩm và Dược phẩm Hoa Kỳ chấp thuận vào năm 2011 để điều trị ung thư hắc tố, một dạng ung thư da.   Nó đang trải qua thử nghiệm lâm sàng để điều trị ung thư biểu mô phổi tế bào không nhỏ (NSCLC),  ung thư phổi tế bào nhỏ (SCLC), ung thư bàng quang  và ung thư tuyến tiền liệt di kháng hormone và di căn.
Khái niệm sử dụng kháng thể kháng CTLA4 để điều trị ung thư lần đầu tiên được phát triển bởi James P. Allison trong khi ông là giám đốc của Phòng thí nghiệm Nghiên cứu Ung thư tại Đại học California, Berkeley. Phát triển lâm sàng chống CTLA4 được khởi xướng bởi Medarex, sau đó được mua lại bởi Bristol-Myers Squibb. Tính đến năm 2013, chi phí là 120.000 đô la cho một đợt điều trị. Nhờ nghiên cứu của ông trong việc phát triển ipilimumab, Allison đã được trao giải Lasker vào năm 2015.  Allison sau đó là người đồng đoạt giải Nobel Sinh lý học và Y khoa 2018.